# Dolné Semerovce
Dolné Semerovce (in ungherese Alsószemeréd) è un comune della Slovacchia facente parte del distretto di Levice, nella regione di Nitra.